# Ordino (miasto)
Ordino – miasto w Andorze, stolica parafii o tej samej nazwie. W 2012 roku liczyło 2853 mieszkańców.